# 이진몽
이진몽(已珍蒙, ?~?)은 발해의 무관이다.

## 생애
그는 발해의 운휘장군으로서 729년, 일본 사신으로 파견되었지만 배가 전복되어 서요덕, 이알기몽 등 40명이 사망했으며, 그는 살아남아 일본으로 도착해 일왕 앞에서 태극전에서 활쏘기, 중궁에서는 발해의 음악을 시연했다. 이후 미농시 30필, 견 30필, 명주실 150구, 조면 300둔을 선물했다.

## 참고 자료
- 유, 득공 (1784). 《발해고》. 신고(臣考).